# كهف أرغونتا
كهف أرغونتا (بالسلوفاكية: Ochtinská aragonitová jaskyňa)‏ (بالمجرية: Martonházi-aragonitbarlang)‏ هو كهف يقع في جنوب سلوفاكيا ، بالقرب من روجافا، ويبلغ طوله 300 متر ، ويشتهر بتكوينات الأراجونيت النادرة، ويعد واحدا من بين ثلاثة كهوف تحتويه في العالم اكتشف الكهف بواسطة مارتن كانجار وجيري بروسيك في عام 1954 وافتتح للجمهور في عام 1972. إلى جانب الكهوف الأخرى في السلوفاكية كارست ، .

## وصف
توجد في الكهف حجرة تسمى بدرب التبانة ، وتعد عامل الجذب الرئيسي للكهف والفروع البيضاء ومجموعات الأراغونيت تتألق مثل النجوم في مجرة درب التبانة، دخل الكهف في قائمة اليونسكو للتراث العالمي كأحد كهوف سلوفاكيا الكارستية.